# Mono (folyó)
A Mono folyó Nyugat-Afrikában, Togo legnagyobb folyója.
A folyó Beninben ered, majd belép Togóba és déli irányba 467 km megtétele után a Guineai-öbölbe torkollik. Alsó szakaszán határt képez Togo és Benin között. A torkolattól 160 km-re épült a Nangbeto-gát 1987-ben, melyet a két szomszédos ország közösen épített. Alsó 50 km-es szakasza hajózható.

## Fordítás
- Ez a szócikk részben vagy egészben  a   Mono (fleuve) című francia Wikipédia-szócikk fordításán alapul.  Az eredeti cikk szerkesztőit annak laptörténete sorolja fel. Ez a jelzés csupán a megfogalmazás eredetét és a szerzői jogokat jelzi, nem szolgál a cikkben szereplő információk forrásmegjelöléseként.